# Zwickauer Damm (metropolitana di Berlino)
La stazione di Zwickauer Damm è una stazione della metropolitana di Berlino, sulla linea U7.
È posta sotto tutela monumentale (Denkmalschutz).

## Storia
La stazione di Zwickauer Damm fu progettata come parte del prolungamento linea 7 dall'allora capolinea di Britz-Süd a Rudow. Il prolungamento venne attivato in due fasi: il 2 gennaio 1970 fino alla stazione di Zwickauer Damm, che divenne in tal modo capolinea provvisorio, e il 1º luglio 1972 fino al capolinea definitivo di Rudow.
Nel 2018 la stazione di Zwickauer Damm, in considerazione della sua importanza storica e architettonica, venne posta sotto tutela monumentale (Denkmalschutz) insieme ad altre 12 stazioni rappresentative dell'architettura moderna dei decenni post-bellici.

## Strutture e impianti
Si tratta di una stazione sotterranea a due binari, uno per ogni senso di marcia, serviti da una banchina centrale ad isola; al centro di quest'ultima è posta una fila di pilastri che sostengono la struttura. Al centro della banchina è posta una scala che conduce al vestibolo d'accesso.